# كريس بيكر (لاعب كرة قدم أمريكية أمريكي)
كريس بيكر (بالإنجليزية: Chris Baker)‏ هو لاعب كرة قدم أمريكية أمريكي، ولد في 18 نوفمبر 1979 في كوينز في الولايات المتحدة.

## وصلات خارجية
- كريس بيكر على موقع مرجع كرة القدم المحترفة.كوم (الإنجليزية)
- كريس بيكر على موقع كلية كرة القدم في سبورتس رفرنس.كوم (الإنجليزية)